# Best Coast
Best Coast ist eine US-amerikanische Rockband aus Los Angeles, Kalifornien.

## Geschichte
Die Band wurde 2009 von Bethany Cosentino und Bobb Bruno in Los Angeles gegründet. Im selben Jahr wurde auch die erste Single Sun Was High (And So Was I) veröffentlicht.
Nach weiteren Singles und EPs wurde der erste Longplayer Crazy for You im Juli 2010 auf dem Label Mexican Summer veröffentlicht. Im Mai 2012 folgte dann das zweite Album The Only Place, im Oktober 2013 Fade Away auf Jewel City.
Im Mai 2015 erschien das Album California Nights bei Harvest Records.

## Stil
Laut Cosentino dienten ursprünglich The Beatles, The Beach Boys sowie Pop-Musik der 1950er und 1960er Jahre als Inspirationsquelle für den Musikstil von Best Coast. Musikalische Vorbilder seien auch The Ramones, Phil Spector und Fleetwood Mac gewesen. Best Coast wird meist den Genres der Surfmusik, Garage Rock und Lo-Fi zugeordnet.

## Diskografie (Auswahl)
Alben
- Crazy for You (2010; Mexican Summer)
- Live at East West Studios 2011 (2011; Mexican Summer)
- The Only Place (2013; Mexican Summer)
- Fade Away (2013; Jewel City)
- California Nights (2015; Harvest Records)
- Always Tomorrow (2020; Concord Music)

Singles und EPs
- Make You Mine (2009; Group Tightener)
- When I'm with You (2009; Black Iris Music)
- Best Coast (2009; Art Fag Recordings)
- Something in the Way (2010; Post Present Medium)
- Crazy for Yo (2010; Wichita)
- Boyfriend (2010; Feedelity)
- Storms (2012; Mexican Summer)
- Do You Love Me Like You Used To (2012; Wichita)
- Fear of My Identity (2013; Mexican Summer)
- California Nights (2015; Harvest Records)
- Wavves, Best Coast - Summer Is Forever 2 (2016; Ghost Ramp)
- Late 20s / Bigger Man (2016; Harvest Records)